# The Grudge (film, 2020)
Pour les articles homonymes, voir Grudge.
 (novembre 2023).
Si vous disposez d'ouvrages ou d'articles de référence ou si vous connaissez des sites web de qualité traitant du thème abordé ici, merci de compléter l'article en donnant les références utiles à sa vérifiabilité et en les liant à la section « Notes et références ».
Série The Grudge
The Grudge 3
(2009)
Pour plus de détails, voir Fiche technique et Distribution.
The Grudge ou Rage meurtrière au Québec, est un film d'horreur américain réalisé par Nicolas Pesce et sorti en 2020. Il s'agit d'une suite à la trilogie américaine initiée par Sam Raimi, se déroulant pendant et après les événements du premier film sorti en 2004, et de sa suite, The Grudge 2 (2006). 
Le film est distribué par Sony Pictures Entertainment et met en vedette Andrea Riseborough, Demián Bichir, John Cho, Lin Shaye ainsi que Jacki Weaver.
Les détectives Goodman et Wilson enquêtent sur les meurtres perpétrés par Fiona Landers dans sa résidence de Pennsylvanie. Peu de temps avant, elle avait fui précipitamment Tokyo, après avoir aperçu les fantômes d'une jeune japonaise, Kayako Saeki. Possédée par cette dernière, Fiona a donc tué ses proches avant de se suicider. Désormais, tous ceux et celles qui pénétreront dans sa demeure se verront maudits à leur tour par les fantômes de sa famille.

## Synopsis
Note : Tout comme les films originaux, le film est raconté dans un ordre non chronologique à travers plusieurs scénarios différents. Les événements suivants sont expliqués dans l'ordre réel, mais ce n'est pas l'ordre dans lequel ils sont montrés dans le film.
Après une scène d'introduction où Fiona Landers retrouve les siens chez elle, en Pennsylvanie, un texte écrit sur fond noir mentionne :

« Lorsque quelqu'un meurt dans un état de fureur intense, une malédiction prend forme. Cette malédiction touche tous ceux qui pénètrent dans le lieu où cette personne a vécu. Si vous la rencontrez... elle vous poursuivra à jamais. »

### La famille Landers
En 2004, Fiona Landers, une infirmière à domicile, quitte une maison à Tokyo, perturbée par les événements dont elle a été témoin à l'intérieur. Fiona informe sa collègue Yoko qu'elle retourne en Amérique avant de rencontrer le fantôme de Kayako Saeki. Fiona arrive chez elle, au 44 Reyburn Drive, dans une petite ville de Pennsylvanie, et y retrouve son mari, Sam, et sa fille de six ans, Melinda. Le fantôme de Kayako possède Fiona, ce qui emmène Fiona à attaquer sa famille, à commencer par Melinda. Elle l'a attirée dans la baignoire et l'a agressivement noyée, alors qu'elle se frappait à plusieurs reprises la tête contre le fond, faisant couler du sang. Sam a été matraqué à mort peu de temps après, après avoir marché sur sa mort, et Fiona a mis fin aux meurtres dans son suicide en se poignardant le cou.
Les détectives Goodman et Wilson enquêtent sur cette affaire de meurtres. Déstabilisé par la maison, Goodman refuse d'y pénétrer tandis que Wilson y pénètre pour voir la scène de plus près. En sortant de la demeure, Wilson commence lentement à perdre la raison et devient finalement hystérique quand il aperçoit le fantôme de Fiona devant la voiture de Goodman. Après quoi, il tente de se suicider en se tirant une balle dans la tête, mais sans succès. Cela laisse Wilson défiguré et interné dans un hôpital psychiatrique pendant que Goodman classe l'affaire.

### Les Spencer
Peter était un futur père, il attendait un fils avec Nina. Le couple avait initialement été ambivalent à l'idée d'avoir un enfant, car il s'agissait d'une grossesse non planifiée, mais ils ont fini par s'en sortir. Malheureusement, lors d'un rendez-vous avec leur médecin concernant les résultats des tests de l'échantillon d'Amnio, on leur a dit qu'il était fort probable que leur fils naisse avec une maladie génétique rare (ALD), ce qui a affligé le couple. Peu de temps après la mort de la famille Landers, mais avant la découverte de leurs corps, Peter essaie d'entrer en contact avec la famille, car il a besoin de leurs signatures mais il n'y a personne. La main de Fiona est implicitement celle qui est sortie de la tête de Peter Spencer sous la douche. Peu de temps après, elle l'attaque en se jetant d'abord sur lui pendant qu'il dort. Le lendemain, Peter revisite la maison pour récupérer les signatures et rencontre à la place une Melinda apparemment vivante, grelottante de froid et mortellement pâle.
Melinda commence à saigner abondamment du nez, ce qui incite Peter à l'amener à l'intérieur pour la nettoyer. Peter passe le reste de la journée à l'intérieur de la maison, s'occupant de Melinda et attendant que ses parents rentrent à la maison pour les signatures. Il reçoit un appel de Nina lui demandant quand il rentre à la maison et Peter répond qu'il ne peut pas la laisser seule là-bas.
Pendant qu'ils parlent, Nina révèle que parce qu'elle n'a jamais voulu être mère, elle a brièvement envisagé de se faire avorter dans son dos, mais a finalement décidé qu'elle ne pouvait pas aller jusqu'au bout et qu'elle garderait toujours leur fils même s'il est né avec une maladie génétique. Cela laisse Peter soulagé et avec une compréhension mutuelle entre eux.
Peter va alors enquêter au dernier étage de la maison et voit la baignoire remplie d'eau noire trouble. Alors qu'il s'en approche, il est attaqué par le fantôme de Melinda. Il tente de s'échapper, aperçoit le fantôme de Fiona devant lui et se cache dans un placard.

### Les Matheson
En 2005, le couple de personnes âgées Faith et William Matheson emménagent dans la maison. Faith souffre de démences et d'une maladie en phase terminale. Après avoir emménagé, William était de plus en plus préoccupé par la santé mentale de sa femme, qui semblaient s'être aggravée une fois qu'ils avaient emménagé dans la maison. Faith s'était également liée d'amitié avec une entité mystérieuse (Melinda Landers). N'ayant plus aucune autre option, William a pris rendez-vous avec la consultante en suicide assisté, Lorna Moody.
Lorna rencontre Faith pour évaluer son état. Lorna, après avoir vu Faith afficher des symptômes de démence et jouer à cache-cache avec une entité invisible (Melinda Landers), détermine qu'elle ne peut pas l'aider car elle n'est pas saine de corps et d'esprit et ne peut pas consentir au suicide assisté, affligeant William alors que sa santé mentale ne cesse de s'aggraver. Malgré tout cela, Lorna accepte de vivre avec eux pendant quelques jours pour garder un œil sur Faith, et aide William à la nourrir et participe aux tâches ménagères. Une nuit, Lorna est sortie faire des courses et était hantée par Melinda. Alors qu'elle s'engageait dans l'allée, elle repéra le Détective Wilson sur le trottoir, fixant la maison des Landers. Wilson ignore Lorna essayant de lui parler. À l'intérieur, Lorna déballe les courses et interroge William sur le Détective se tenant à l'extérieur de la maison, et il révèle que la maison a été le site d'un meurtre-suicide. Plus tard dans la nuit, Lorna va voir une Faith endormie, la voit hantée par Fiona Landers, et elle s'enfuit pour parler à William de ce qu'elle a vu. William lui dit qu'il savait depuis le début que la maison était hantée, mais qu'il a quand même emménagé parce qu'il espérait que si Faith devait éventuellement mourir sur la propriété, son esprit resterait lié à l'emplacement afin qu'il puisse toujours être avec elle. Le lendemain matin, Lorna descendit pour préparer le petit-déjeuner, mais rencontra Faith en train de couper des légumes. Surprise par son activité soudaine, elle s'approche d'elle et découvre qu'elle a poignardé à mort William avec une fourchette, sous l'emprise de la malédiction. Faith se retourne et Lorna voit ses doigts coupés. Lorna range rapidement ses affaires et sort en courant de la maison en criant, avec Faith en train de rire de façon maniaque en arrière-plan. Alors qu'elle descend une forêt, Lorna est attaquée par le fantôme de Sam Landers et elle perd le contrôle de la voiture qui s'écrase dans la forêt, l'impact lui brisant le bras.

### Muldoon
Muldoon, toujours en deuil de la perte de son mari décédé d'un cancer 3 mois auparavant, avait déménagé dans une nouvelle maison avec son fils Burke pour, espérons-le, recommencer de zéro et vivre plus près de son travail. C'est une recrue qui travaille pour le service de police. Muldoon se voit finalement attribuer un nouveau partenaire, le Détective Goodman, et ils sont chargés d'enquêter sur une affaire impliquant le corps de Lorna Moody, qui avait été retrouvé en train de pourrir dans une voiture accidentée au milieu de la forêt. Apprenant que Lorna avait été vue pour la dernière fois au 44 Reyburn Drive, Muldoon avait l'intention d'enquêter sur la maison, mais Goodman a refusé de l'accompagner, car il était au courant des rumeurs selon lesquelles la maison était maudite et ne voulait rien avoir à faire avec cela ou l'affaire. En arrivant à l'adresse, Muldoon a commencé à frapper à la porte, mais est entrée quand elle a commencé à entendre Faith Matheson gémir et pleurer à l'intérieur. Elle retrouve Faith, complètement catatonique, et le cadavre en décomposition de William. Elle appelle des renforts et Faith est hospitalisée peu de temps après. En entrant dans la maison, elle aperçoit l'apparition mystérieuse de Nina Spencer le long de la route, tenant son fils mort-né. Elle aperçoit également le fantôme de Melinda Landers sur la route et perd presque le contrôle de la voiture en essayant d'éviter de la heurter. Alors qu'elle approfondit son enquête sur l'affaire et l'histoire de la maison, Muldoon est maintenant hantée par les fantômes de la famille Landers, par exemple en voyant Sam Landers dans une pièce sombre et Fiona Landers poussant brièvement sa tête dans l'évier en essayant de la noyer. Les recherches de Muldoon la conduisent à interroger le Détective Wilson, maintenant patient dans un hôpital psychiatrique, qui était l'ancien partenaire de Goodman, qui a été traumatisé après être entré en contact avec la malédiction. Il lui dit que quiconque entre dans la maison est condamné à mourir en tant que victime de la malédiction. Peu de temps après son départ, Wilson se crève les yeux pour qu'il puisse arrêter de voir les fantômes. Muldoon écoute ensuite les cassettes que Wilson avait enregistrées au cours de son enquête, apprenant le contexte de la malédiction, qui est originaire du Japon lorsque Takeo Saeki avait assassiné sa femme, Kayako Saeki, et son fils, Toshio Saeki. Les décès avaient créé une malédiction, qui avait été apportée en Amérique avec Fiona Landers à son retour en Pennsylvanie. Wilson avait été en contact avec le Détective Nakagawa, qui lui a parlé des meurtres macabres et de la façon dont il pensait que la malédiction avait emporté ses collègues. Craignant pour la vie de son fils, Muldoon décide finalement d'essayer de mettre fin à la malédiction en arrosant la maison d'essence et en l'embrasant, voyant des visions de Fiona assassinant sa famille dans le processus. Alors qu'elle est sur le point de laisser tomber le briquet, Burke entre apparemment pour la confronter. Muldoon se rend vite compte que ce n'est pas lui lorsqu'il omet de répéter une phrase qu'ils utilisent régulièrement (Que fait-on quand on a peur ? On ferme les yeux et on compte jusqu'à 5). Alors que l'illusion s'estompe, révélant le fantôme de Melinda, la maison est réduite en cendres et Muldoon embrasse le vrai Burke à l'extérieur. Un peu plus tard, Muldoon serre Burke dans ses bras qui se prépare pour l'école, mais un autre Burke en arrière-plan attrape son sac à dos et dit au revoir à sa mère alors qu'il sort pour prendre son bus. Le "Burke" qu'elle serrait dans ses bras se révèle être le fantôme de Melinda, puis Muldoon est rapidement attaquée par le fantôme de Fiona, laissant son sort inconnu.
Fin alternative
Muldoon et Burke se garent devant leur nouvelle maison et le film se termine.

## Fiche technique
- Titre original et français : The Grudge
- Titre original alternatif : The Grudge: The Untold Chapter[1]
- Titre québécois : Rage meurtrière[2]
- Réalisation et scénario : Nicolas Pesce, d'après Ju-on: The Grudge de Takashi Shimizu
- Musique : The Newton Brothers
- Montage : Gardner Gould et Ken Blackwell
- Photographie : Zachary Geller
- Production : Sam Raimi, Robert Tapert et Taka Ichise
- Société de distribution : Sony Pictures Entertainment
- Sociétés de production : Screen Gems, Stage 6 Films et Ghost House Pictures
- Pays d'origine : États-Unis
- Langue originale : anglais
- Format : couleur
- Genre : thriller psychologique, Horreur, fantastique
- Durée : 94 minutes
- Dates de sortie : 
  - États-Unis : 3 janvier 2020
  - France : 15 janvier 2020
- Classification : 
  - États-Unis : R (Restricted)
  - France : Interdit aux moins de 12 ans

## Distribution
- Andrea Riseborough (VQ : Éveline Gélinas) : le lieutenant Muldoon
- Demián Bichir (VF : Marc Saez ; VQ : Sylvain Hétu) : l'inspecteur Goodman
- John Cho (VQ : Philippe Martin) : Peter Spencer
- Betty Gilpin (VQ : Manon Leblanc) : Nina Spencer
- Lin Shaye : Faith Matheson
- Jacki Weaver (VQ : Johanne Garneau) : Lorna Moody
- Frankie Faison (VQ : Widemir Normil) : William Matheson
- William Sadler (VQ : Jacques Lavallée) : l'inspecteur Wilson
- John J. Hansen : Burke
- Tara Westwood : Fiona Landers
- David Lawrence Brown : Sam Landers
- Zoe Fish : Melinda Landers
- Junko Bailey : Kayako Saeki
- Nancy Sorel : Agent Cole
- Stephanie Sy : Amnio, l'infirmière
- Joel Marsh Garland : l'inspecteur Grecco
- Robin Ruel : Dr Friedman
- Bradley Sawatzky : l'officier Michaels

 Source et légende : version française (VF) sur RS Doublage
 Source et légende : version québécoise (VQ) sur Doublage.qc.ca

## Production

### Développement
Un quatrième volet de la franchise The Grudge a été annoncé pour la première fois en août 2011. Il était également annoncé que le film serait un reboot de la franchise.
Finalement, le film est à la fois une suite et un midquel[Quoi ?] à la trilogie américaine, initiée par Sam Raimi.

### Attribution des rôles
Le 3 mars 2018, il est annoncé qu'Andrea Riseborough rejoint le casting. Quelques jours plus tard, Demiàn Bichir rejoint le casting, suivi de John Cho et Lin Shaye.
Il est révélé quelques jours plus tard que Junko Bailey incarnera le fantôme de Kayako Saeki et que Tara Westwood, David Lawrence Brown et Zoe Fish incarneront les membres de la famille Landers, ainsi que leurs fantômes.

### Tournage
Le tournage a débuté le 7 mai 2019, à Winnipeg et s’est terminé le 23 juin 2019.

## DVD
Il est sorti en DVD et Blu-ray le 20 mai 2020. Les bonus DVD et Blu-ray comprennent un making-of en trois parties intitulées Concevoir la mort, Le casting des Maudits et La Chasse aux Œufs de Pâques, des scènes coupées version longue ainsi qu'une fin alternative du film.